# 大槌湾
座標: 北緯39度20分30秒 東経141度56分30秒 / 北緯39.34167度 東経141.94167度

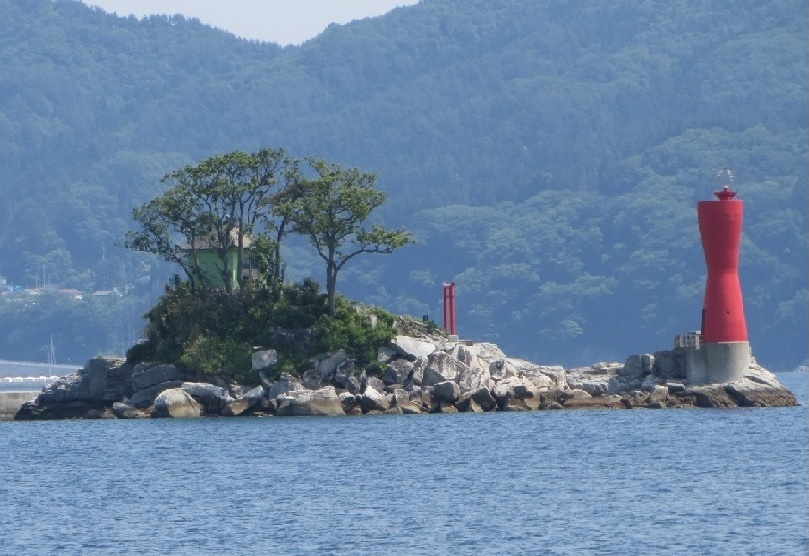
蓬莱島（2017年（平成29年）6月）

大槌湾（おおつちわん）は岩手県中部（上閉伊郡大槌町）にある湾。

## 概要
岩手県釜石市御箱埼と上閉伊郡大槌町野島の鮫鼻を結ぶ線及び野島南端から236度に引いた線から陸側にある海域である。湾口幅4.1km、面積20.2km2である。
湾の北岸は大槌町、南岸は釜石市であり、湾の北西岸に大槌港があり、その他にも漁港が存在している。湾の南西岸には海水浴場でもある根浜海岸があり、これは日本の白砂青松100選に選定された。湾北側には「ひょっこりひょうたん島」のモデルとされる蓬萊島がある（島内に弁天神社、大槌港灯台がある）。
主な流入河川として、大槌港西側に大槌川・小槌川が流れてきており、根浜海岸へは鵜住居川が流れている。
湾内ではサケやワカメなどの養殖漁業が行われている。